# Ангелопол, Валерий Сергеевич
Вале́рий Серге́евич Ангело́пол (род. 30 октября 2003, Москва) — российский фигурист, выступающий в танцах на льду. Мастер спорта России (2022). Племянник серебряного призёра Олимпийских игр в танцах на льду Олега Овсянникова.
С бывшей партнёршей Василисой Кагановской, с которой он выступал в 2018—2023 годах, был победителем финала Гран-при России (2023), победителем и призёром этапов юниорского Гран-при, победителем и призёром этапов Гран-при России.

## Карьера

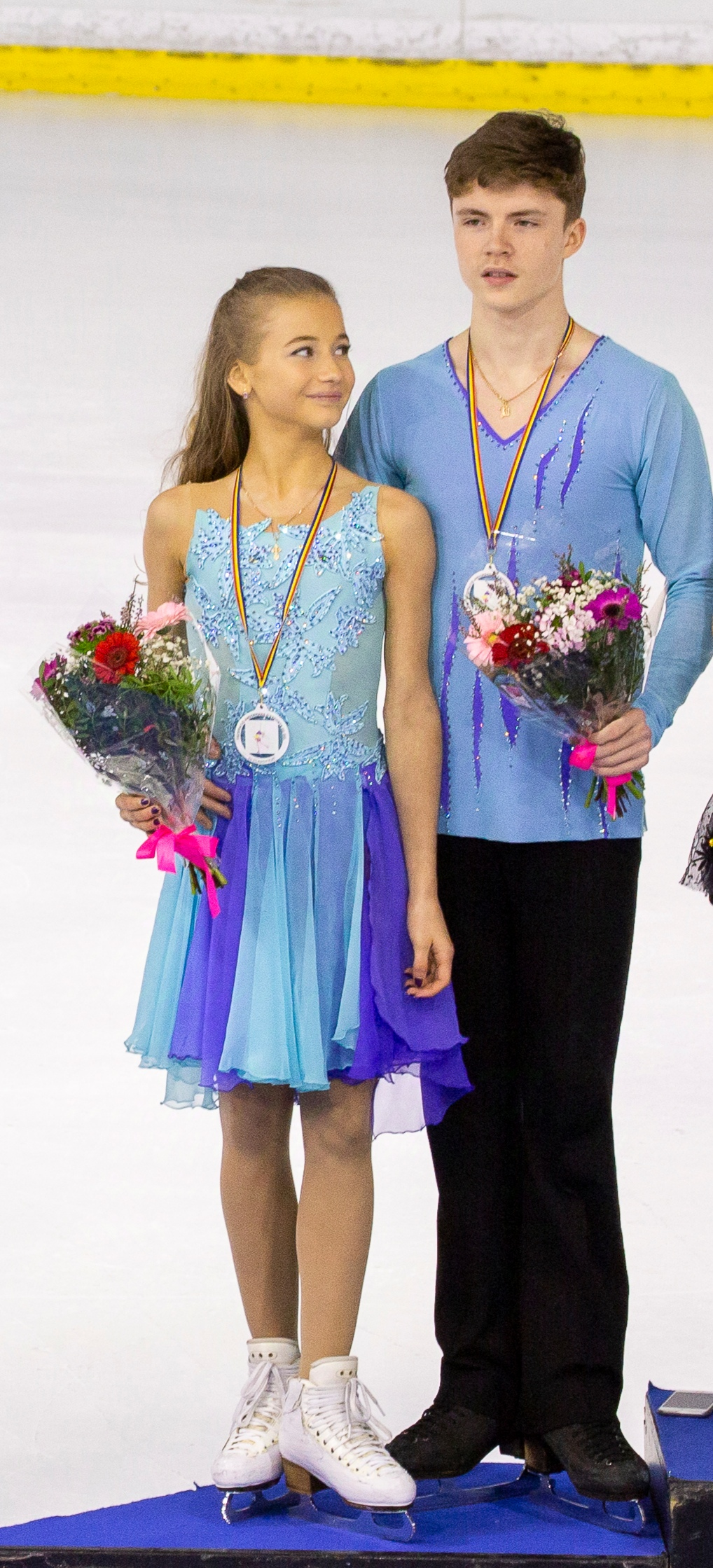
Валерий и Василиса Кагановская во время награждения на международном турнире Open d’Andorra в 2019 г.

Начал заниматься фигурным катанием как одиночник в Москве, в группе Аллы Фомичёвой. Позже тренировался под руководством Олега Овсянникова. В 2011 году перешёл в танцы на льду и начал заниматься у тренера Людмилы Горшковой. Первой партнёршей Ангелопола стала Мария Неверова. В разные годы выступал на соревнованиях в дуэте с Екатериной Исайчевой и Софией Лукинской. В 2018 году встал в пару с Василисой Кагановской. Тренером дуэта стала Анжелика Крылова.
В марте 2021 года Кагановская и Ангелопол приняли участие в финале Кубка России среди юниоров. С результатом 171,38 балла стали серебряными призёрами турнира, уступив только Диане Дэвис и Глебу Смолкину.

### Сезон 2021—2022
Осенью 2021 года дуэт дебютировал на соревнованиях международного уровня среди юниоров. В сентябре спортсмены участвовали в этапе юниорского Гран-при в Кошице. После ритм-танца лидировали с промежуточным результатом 64,84 балла. В произвольном танце получили 2 штрафных балла и понижение уровня хореографической дорожки из-за скольжения на коленях, которое, в соответствии с правилами, было расценено как падение. Из-за этого спортсмены не смогли удержать лидерство и заняли итоговое 2 место.
В том же месяце Кагановская и Ангелопол приняли участие в этапе юниорского Гран-при в Любляне. Дуэт занял первое место как в ритмическом, так и в произвольном танце, и с суммой 167,22 балла стал победителем соревнований. Таким образом, спортсмены отобрались в финал Гран-при, который должен был пройти в Осаке в декабре 2021 года, однако был отменён из-за пандемии COVID-19.
В октябре участвовали в мемориале Дениса Тена. Заняли 1 место в ритмическом и произвольном танце и с суммой баллов 170,94 стали победителями турнира в соревнованиях среди юниоров.
В январе 2022 года приняли участие в первенстве России среди юниоров. После ритм-танца дуэт шёл на промежуточном 1 месте с 72,81 балла. В произвольном танце спортсмены, набрав 109,11 балла, заняли 2 место и по сумме стали также вторыми с результатом 182,06. Месяц спустя стали победителями финала Кубка России по программе кандидатов в мастера спорта, выиграв и в ритмическом, и в произвольном танце и набрав в сумме 179,20 балла.

### Сезон 2022—2023
В октябре Кагановская и Ангелопол дебютировали на взрослом уровне на I этапе Гран-при России в Москве. После ритм-танца спортсмены шли на промежуточном 2 месте. В произвольном танце также стали вторыми и с суммой баллов 189,04 заняли также итоговое 2 место.
В ноябре участвовали в IV этапе российского Гран-при. После ритм-танца дуэт располагался на промежуточном 1 месте. В произвольном танце спортменам удалось сохранить лидерство и выиграть этап с результатом 198,59 балла. В декабре должны были принять участие в чемпионате России в Красноярске, однако вынуждены были сняться из-за болезни партнёрши.
Благодаря занятым на этапах 2 и 1 местам смогли выступить в финале Гран-при России, состоявшемся в Санкт-Петербурге в марте 2023 года. В ритм-танце спортсмены набрали 80,95 балла и шли на промежуточном 2 месте. В произвольном танце они стали первыми с 122,70 балла и по сумме двух танцев стали победителями турнира с результатом 203,65.
В августе 2023 года было объявлено, что пара прекратила совместные выступления «по обоюдному решению партнёров». СМИ называли причиной финансовые вопросы.

### Сезон 2023—2024
Этот спортивный сезон Ангелопол пропустил. Сначала он встал в пару с Ариной Ушаковой, но уже в декабре 2023 года и эта пара распалась. Затем он пробовал кататься с Александрой Шинкаренко, но и это сотрудничество не сложилось.

### Сезон 2024—2025
В январе 2025 года Ангелопол был отчислен из группы Натальи Линичук в связи с регулярным нарушением тренировочного процесса.

## Программы
| Сезон     | Ритм-танец                                                                                            | Произвольный танец                                                           | Показательные номера                                                                                                 |
| --------- | --- | ---------------------------------------------------------------------------- | --- |
| 2022—2023 | - Con Calma Дэдди Янки ft. Сноу - Adicto Принц Ройс ft. Марк Энтони - The Anthem Pitbull ft. Лил Джон | - Roxane's Dance - Eastern Path - The Charg (из фильма «Александр») Вангелис | - Gangnam Style PSY - One Desire Jakarta - Синий платочек композитор Ежи Петерсбурский в исполнении Евгении Рябцевой |
| 2021—2022 | - In the End Linkin Park в исполнении Томми Проффитт - Lose Yourself (из фильма «8 миля») Эминем      | - Ave Maria Владимир Федорович Вавилов в исполнении Томаса Спенсера-Уортли   | |

## Спортивные результаты
С Василисой Кагановской
| Соревнования                        | 19/20         | 20/21         | 21/22         | 22/23         |
| Международные                       | Международные | Международные | Международные | Международные |
| ----------------------------------- | ------------- | ------------- | ------------- | ------------- |
| Мемориал Дениса Тена                |               |               | 1 юн.         |               |
| Open d’Andorra                      | 2 юн.         |               |               |               |
| Mezzaluna Cup                       | 2 юн.         |               |               |               |
| Национальные                        |               |               |               |               |
| Чемпионат России                    |               |               |               | WD            |
| Первенство России среди юниоров     | 11            | 7             | 2             |               |
| Финал Кубка России                  |               | 2 юн.         | 1 юн.         |               |
| Финал Гран-при России               |               |               |               | 1             |
| Этапы Кубка России. II этап         |               | 2 юн.         |               |               |
| Этапы Кубка России. IV этап         |               | 2 юн.         |               |               |
| Этапы Кубка России. V этап          |               |               | 1 юн.         |               |
| Этапы Гран-при России. I этап       |               |               |               | 2             |
| Этапы Гран-при России. IV этап      |               |               |               | 1             |
| Международные среди юниоров         |               |               |               |               |
| Финал юниорского Гран-при           |               |               | C             |               |
| Этапы юниорского Гран-при. Словакия |               |               | 2             |               |
| Этапы юниорского Гран-при. Словения |               |               | 1             |               |
| Grand Prix of Bratislava            | 1             |               |               |               |